# 엄요섭
엄요섭(嚴堯燮, 1916년 1월 26일 ~ 1999년 1월 9일)은 대한민국의 전직 종교인, 외교관이다.

## 생애
함경남도 문천군에서 태어났다. 연희전문학교 문과 2년을 수료했다. 일제 강점기에 신사 참배 문제로 자퇴했다. 일본 관서학원대학 신학부를 졸업했고, 이후 캐나다 토론토대학교에서 석사학위를 받았다. 1958년 한길교회 목사. 1960년 주일 대표부 공사. 1963년 에디오피아 초대 대사. 롯데그룹 중역. 1970년 대한일보 수석 전무 겸 논설위원을 지냈다. 1981년 국제와이즈맨클럽 국제총재를 역임했다. 기독교산업사회연구소 이사장, 한국대학봉사회 이사장, 자유지성 3백인회 상임이사를 지냈다.

## 저서
- 한국 기독교 교육 소고
- 교회와 사회
- 피리를 불어도 춤추지 않는 세대여
- 사회변화와 기독교 윤리
- 와이즈멘 철학

## 참고 자료
한길교회의 설립과 발전 : 초기 목회자의 3무정신을 중심으로 / 곽성진